# Сигёлдулоун
Сигёлдулоун (исл. Sigöldulón) — водохранилище в Исландии, также известное как Кроукслоун (исл. Krókslón). Расположено на юге страны, неподалёку от региона Ландманналаугар и вулкана Гекла.
Входит в список двадцати крупных водоёмов Исландии. Площадь — 14 км².
И водохранилище, и соседняя электростанция Сигюлдувиркьйюн (исл. Sigölduvirkjun) названы в честь горного хребта Сигалда, расположенного в этом же регионе на высоте 600 м над уровнем моря, где река Тунгнаау пересекает каньон.
В период между 1973 и 1977 годами была построена электростанция.